# 大中華尋寶記

大中华寻宝记商标，图中神兽为顶呱呱

大中华寻宝记是由上海金鼎动漫科技有限公司从2012年8月1日开始发行的全彩漫画系列，由二十一世纪出版社，也是一个在2018年12月20日在中国中央电视台(CCTV14,少儿频道）播出的动画片系列编创者是孙家裕，编剧是邬城琪，漫画是由欧昱荣画的。此系列已有32本书，第一本书是《上海寻宝记》，最新的书是《宁夏寻宝记》（2025年5月出版）（只有西藏和台湾没有出书）。。神兽有顶呱呱，水当当，红通通等。

## 人物

### 寻宝队
米克:神兽顶呱呱的主人，身手灵活，滑板技术很好。
月半:胃口很大，也胆小，但知识很多。
果果:电脑技术很好，她经常斥责米克。
卡卡：富二代，是秦博士的外甥。
秦博士（秦小玲):知名考古博士，有很多考古知识，但脾气很怪。

### 反派

#### 司徒英俊帮
文物贩子组成，总体和寻宝队非常敌对
司徒英俊：心狠手辣，领导着此帮，姐姐为司徒美丽。
肥龙和面条：司徒英俊的手下。